# Puput arbòria menuda
La puput arbòria menuda (Rhinopomastus minor) és una espècie d'ocell de la família dels fenicúlids (Phoeniculidae) que habita boscos i sabanes del sud-est del Sudan, Etiòpia, Somàlia, nord-est d'Uganda, Kenya i Tanzània.